# Classe Richelieu
La classe Richelieu est la dernière classe de cuirassés de la marine française, les derniers et les plus grands, en construction au début de la Seconde Guerre mondiale, et qui ne seront retirés du service que dans les années 1960. 
Comprenant le Richelieu et le Jean Bart, la classe Richelieu est destinée à contrer les cuirassés italiens de la classe Vittorio Veneto, et allemands de la classe Bismarck, la classe Richelieu étant une version plus puissante que la classe Dunkerque dont elle reprend la disposition spécifique de l'artillerie principale en deux tourelles quadruples à l'avant, mais cette fois au calibre de 380 mm.
En 1938, deux autres unités du même déplacement sont prévues : 
- le Clemenceau, qui restera inachevé (à 10 %) avant d'être démantelé après guerre, avec une disposition d'artillerie secondaire un peu différente, et une DCA plus fournie et moderne ;
- le cuirassé Gascogne, qui ne sera jamais mis sur cale (bien qu'une partie du matériel ait été approvisionnée), avec une artillerie principale, en deux tourelles quadruples, réparties, l'une à l'avant, l'autre à l'arrière.

Le Richelieu et le Jean Bart, échappés de Brest et de Saint-Nazaire en juin 1940 dans des conditions difficiles, devant l'avance allemande, furent impliqués du côté des autorités de Vichy lors d'opérations menées par les Alliés en 1940, à Dakar, et en 1942 à Casablanca. Modernisé aux États-Unis en 1943, le Richelieu opéra dans le Pacifique en 1944-45 contre les Japonais, puis en Indochine. Le Jean Bart, resté inachevé à Casablanca, ne fut mis en service qu'en 1955.

## Navires de la classe
| Nom du navire | Chantier                  | Quille posée     | Lancement       | Armement      | Destin                                      |
| ------------- | ------------------------- | ---------------- | --------------- | ------------- | ------------------------------------------- |
| Richelieu     | Arsenal de Brest          | 22 octobre 1935  | 17 janvier 1939 | 15 juin 1940  | Désarmé en 1967, démoli à La Spezia en 1968 |
| Jean Bart     | Chantiers de l'Atlantique | 12 décembre 1936 | 6 mars 1940     | 1er août 1949 | Retiré du service en 1961, démoli en 1970   |

## Contexte
À la fin des années 1920, les plus puissants cuirassés sont des navires armés de huit pièces d'artillerie principale, en quatre tourelles doubles, réparties également entre l'avant et l'arrière, soit de 381 mm (classes Queen Elizabeth, ou Revenge), soit de 406 mm (classes Colorado, ou Nagato japonais) qui ont été conçus avant le traité naval de Washington, et dont la vitesse atteint au maximum 24 nœuds (avec la classe Queen Elizabeth) voire 26-27 nœuds (la classe Nagato). Sortent du lot, les deux cuirassés de la classe Nelson, avec trois tourelles triples de 406 mm, toutes à l'avant. Inspirés des croiseurs de bataille de classe G3, ils ont un tonnage réduit de presque un tiers, d'où une coque moins longue donc moins hydrodynamique, avec moins d'espace pour les machines, d'où une vitesse de 23 nœuds seulement. Dans les eaux européennes, trois bâtiments britanniques, conçus avant 1918, sont dotés d'une vitesse supérieure à 30 nœuds, à la suite des idées de Lord Fisher. Celui-ci considérait la vitesse comme un moyen de défense plus important que le blindage. Ce sont deux croiseurs de bataille de la classe Renown, armés de six canons de 381 mm, et le HMS Hood, premier cuirassé rapide, armé de huit canons de 381 mm, Le HMS Hood est alors le plus grand et le plus lourd des cuirassés à flot, et la classe Nelson la plus puissamment armée.
L'Amirauté française, dans la décennie 1920, sous l'emprise des limitations des armements navals édictées par le traité naval de Washington, ne cherche pas à mettre au point un cuirassé qui rivaliserait avec les mastodontes britanniques, américains ou japonais, elle se contente de modernisations des dreadnoughts (Classe Courbet)et super-dreadnoughts (Classe Bretagne), qui datent de la Première Guerre mondiale, mais paraissent suffisants pour contenir une menace italienne sur les communications entre la France et l'Afrique du Nord. Sous l'autorité des chefs d'état-major généraux de la Marine, les vice-amiraux Salaün et Violette, sont étudiés des projets de navires « tueurs de croiseurs ». Les tonnages choisis sont égaux au quart ou au tiers du tonnage maximum que le traité naval de Washington a fixé à la France, pour construire des cuirassés, après 1927, soit 17 500 tonnes et 23 333 tonnes. Pour l'artillerie principale, il est envisagé deux tourelles quadruples de 305 mm, à l'avant, combinant ainsi le choix des tourelles quadruples cher aux ingénieurs français pour la classe Normandie et le choix du tout à l'avant des Britanniques pour la classe Nelson, avec une vitesse de 34-35 nœuds, pour surclasser en armement et en vitesse tous les croiseurs lourds. Mais il apparaît très vite qu'on ne peut obtenir un navire équilibré avec les déplacements choisis, notamment sur le plan de la protection.
Tout va changer lorsqu'en février 1929, la Reichsmarine allemande va mettre sur cale, en grande pompe, la première unité de la nouvelle classe Deutschland. Il s'agit d'un navire dénommé Panzerschiffe, c'est-à-dire navire blindé. D'un tonnage officiel de 10 000 tonnes, respectant donc le traité de Versailles, il doit porter deux tourelles triples de 280 mm, l'une à l'avant, l'autre à l'arrière, et être doté de moteurs Diesel développant 56 000 ch, lui assurant un long rayon d'action et une vitesse maximale de 26-28 nœuds. C'est une réussite technique remarquable pour la construction navale allemande, le recours à la soudure plutôt qu'au rivetage permet d'économiser du poids, même si le déplacement réel est supérieur de 25 % au déplacement annoncé, ce qu'on ne sait pas à l'époque. Capable de distancer tous les cuirassés à flot dans les eaux européennes, à l'exception de trois navires britanniques, le HMS Hood, et les HMS Renown et HMS Repulse, plus puissamment armés que tous les croiseurs respectant le traité naval de Washington, c'est une très sérieuse menace pour les routes maritimes commerciales. Ce type de navire fut communément qualifié par la presse britannique de « cuirassé de poche », alors qu'il s'agissait en réalité, comme l'indiquait sa dénomination allemande, d'un « croiseur-cuirassé»
,.
Après le Deutschland, furent mis sur cale deux unités supplémentaires, l'Admiral Scheer, en juin 1931, et l'Admiral Graf Spee, en octobre 1932.
Ces évènements surviennent alors que les négociations sont en cours sur les suites à donner à la politique de désarmement naval initiée à Washington en 1922 : on se dirige vers une prolongation des « vacances navales », en ce qui concerne la construction de cuirassés, sauf en ce qui concerne la France et l'Italie qui n'ont toujours pas utilisé leur droit à mettre sur cale les remplacements de deux cuirassés anciens, nombre porté à trois pour la France, en raison de la perte accidentelle du France, de la classe Courbet, sur un rocher non signalé de la baie de Quiberon en 1922. Des bases d'accord sont signées le 1er mars 1931 pour permettre la construction de deux cuirassés de 23 333 tonnes avant le 31 décembre 1936, mais l'arrangement définitif ne peut avoir lieu avec l'Italie, car les projets italiens de l'époque, un cuirassé de 23 000 tonnes, armé de six canons de 381 mm, en trois tourelles doubles, avec une vitesse de 29 nœuds, ne satisfont pas pleinement la Regia Marina. C'est aussi une période où il est question de poser des limites qualitatives plus draconiennes que celles du traité naval de Washington, pour la construction des cuirassés. Du côté britannique, il s'agirait de limiter le déplacement à 22 000 tonnes et le calibre de l'artillerie principale à 280 mm. Du côté américain, il s'agirait de 25 000 tonnes, et 305 mm. 
Des hypothèses ont certes été envisagées, autres que le cuirassé de 17 500 tonnes ou de 23 333 tonnes, et notamment la construction de croiseurs de bataille de 37 000 tonnes, extrapolations des croiseurs de la classe Suffren. Mais les capacités techniques des chantiers français de construction navale conduisent à penser qu'un bâtiment de ce tonnage, avec une coque de 245 m, serait difficile à construire. Les chantiers britanniques avaient la capacité de construire des coques comme celles des grands transatlantiques, comme le Titanic ou son sister-ship, l'Olympic ou le RMS Aquitania qui atteignaient ou dépassaient 270 m, et les Allemands avaient construit des transatlantiques encore plus longs, notamment celui qui a alors la plus grande jauge au monde, le SS Bismarck, confisqué par les Alliés à la fin de la guerre, exploité par la White Star Line sous le nom de Majestic, et qui mesurait 290 m. Mais le plus grand navire français de l'époque est l'Île-de-France mis en service en 1927, de 245 m, seulement, et pour le futur transatlantique géant Normandie alors en construction, il a fallu que les Ateliers et Chantiers de la Loire à Penhoët, aménagent la Forme Joubert et construisent une nouvelle cale de construction, dite cale n°1.
Toutefois, l'objectif n'est plus désormais de construire un « tueur de croiseurs », mais de surclasser, en armement, en blindage et en vitesse, les « cuirassés de poche ». Une vitesse de l'ordre de 30 nœuds, (et non plus 34-35 nœuds), deux tourelles quadruples à l'avant de plus de 305 mm, un blindage résistant aux obus de 280 mm, apparaissent compatibles avant un déplacement compris entre 23 333 et 28 000 tonnes. C'est ce qu'entérine le nouveau Chef d'état-major général de la marine, le vice-amiral Durand-Viel. Ce choix, pour le Dunkerque, d'un déplacement et d'un calibre d'artillerie principale bien inférieurs aux limites posées en 1922, veut avoir une valeur d'entrainement dans le sens de la poursuite de la politique de limitation des armements navals, il n'en est pas moins âprement discuté : les parlementaires comprennent mal pourquoi il faut un navire de 26 500 tonnes pour contrer une unité qui n'en affiche que 10 000. Le Ministre de la Défense nationale, François Piétri, réussit cependant à faire inscrire les crédits en mars 1932, et la mise en chantier du Dunkerque est signée le 26 octobre 1932.
Initialement, le nombre des unités de la classe Deutschland devait être de six, mais la construction du Dunkerque qui surclasse les Deutschland amena la marine allemande à mettre en construction une version améliorée, inspirée du projet des Ersatz Yorck de 1915. Le 14 février 1934, ce sont donc deux navires plus puissants dont la construction est décidée, le Scharnhorst et le Gneisenau. Ils sont aussi rapides, mais plus lourds, et plus fortement blindés que le Dunkerque, ce qui est au demeurant normal, puisqu'ils sont construits pour répondre à un navire qui porte des canons de 330 mm, alors que le Dunkerque a été conçu pour affronter un navire armé de canons de 280 mm. Cependant, leur artillerie principale ne sera constituée que de trois tourelles triples de 280 mm. La Kriegsmarine aurait préféré un calibre plus important, Adolf Hitler y était aussi favorable, parce que le Dunkerque portait des canons de 330 mm. Mais au moment où le choix final devait être fait, l'Allemagne était en train de négocier le Traité naval germano-britannique de 1935, or les Britanniques étaient très attachés à une nouvelle limitation du calibre de l'artillerie principale des cuirassés. Ceci conduisit les Allemands à choisir, à regret, un canon amélioré du même calibre que celui des Deutschland, le modèle 28 cm SK C/34 au lieu du modèle 28 cm SK C/28 Comme les concepteurs du Dunkerque estimaient qu'il était capable de résister aux obus de 280 mm, il n'y avait aucune raison, pour les Français, de concevoir une classe de cuirassés plus puissants. 
Mais le 26 mai 1934, le Duce Benito Mussolini annonça au Parlement italien la construction de deux cuirassés de 35 000 tonnes, les premiers de cette taille mis en chantier depuis le Traité naval de Washington, et l'agence de presse Stefani annonça, début juin, qu'ils seraient armés de neuf canons de 381 mm. Le temps était donc arrivé où la construction de cuirassés de la même taille devait être entreprise par la France. Mais le temps pressait, la définition d'un nouveau type de navire allait prendre du temps, le choix de nouveaux matériels, la passation de marchés différents, également, alors que les crédits pour la construction d'une seconde unité du type Dunkerque étaient inscrits à la « Tranche 1934 du statut naval ». Le Conseil Supérieur de la Marine (C.S.M.), le 25 juin 1934, recommanda à l'unanimité de ne pas modifier la Tranche 1934, et de lancer la construction d'une seconde unité du type Dunkerque, en en améliorant la protection. Le 16 juillet 1934, la mise en chantier du Strasbourg est signée. Ce sera le dernier navire de ligne français d'un déplacement inférieur à 35 000 tonnes.
Mais dès le 24 juillet 1934, le C.S.M. établit les caractéristiques d'un cuirassé de 35 000 tonnes :
- 8 ou 9 canons de 380 mm ou 406 mm ;
- une artillerie secondaire pouvant être utilisée comme DCA éloignée ;
- une vitesse comprise entre 29,5 et 32 nœuds ;
- une protection comportant une ceinture blindée de 360 mm, un pont blindé supérieur de 160 à 175 mm, un pont blindé inférieur de 40 à 50 mm[DR 2].

Un projet définitif est soumis au Ministre le 14 août 1935, et adopté le 31 août. La mise sur cale du Richelieu a lieu le 22 octobre.
Mais le 18 juin 1935 a été signé l'accord naval anglo-allemand, par lequel le Royaume-Uni accorde à l'Allemagne la possibilité de doter la Kriegsmarine d'un tonnage équivalent à 35 % de celui de la Royal Navy, soit la parité avec la Marine Nationale française, qui perd, du même coup tout espoir de pouvoir contrer les marines italienne et allemande réunies. Suit en novembre, la commande d'un cuirassé au déplacement annoncé pour 35 000 tonnes, armé de huit canons de 380 mm, le Bismarck, qui sera mis sur cale en juillet 1936, un mois et demi après la décision de mise en chantier du Jean Bart, le 27 mai 1936.

## Caractéristiques
Le Richelieu apparaît comme une version plus puissante des bâtiments de la classe Dunkerque, comme le montre la comparaison des devis de poids,.
| Parties constitutives du navire | Dunkerque | Strasbourg | Richelieu |
| ------------------------------- | --------- | ---------- | --------- |
| Coque                           | 7 011 t   | 7 040 t    | 8 276 t   |
| Installations de navigation     | 2 767 t   | 2 809 t    | 4 706 t   |
| Artillerie                      | 4 858 t   | 4 858 t    | 6 130 t   |
| Protection de l'artillerie      | 2 676 t   | 2 885 t    | 4 135 t   |
| Protection du flotteur          | 8 364 t   | 8 904 t    | 11 910 t  |
| Machines                        | 2 214 t   | 2 214 t    | 2 865 t   |
| Combustible                     | 2 860 t   | 2 860 t    | 2 905 t   |
| Total                           | 30 750 t  | 31 570 t   | 40 927 t  |

La puissance des obus augmente comme le cube de leur calibre. L'augmentation du calibre de 330 mm à 380 mm, ce qui est le cas entre le Dunkerque et le Richelieu, est de 15 % : l'augmentation de la puissance de feu est de l'ordre de 52 %. Or, la croissance du poids de l'armement, de 4 858 tonnes à 6 130 tonnes, à nombre de canons constant, n'est que de 26 %, on voit ainsi l'intérêt de l'augmentation du calibre par rapport à l'augmentation du nombre de pièces.
Mais il faut être protégé contre un calibre équivalent à celui qu'on porte, telle fut la dure leçon apprise par les croiseurs de bataille britannique durant la bataille du Jutland. L'accroissement de la protection de l'artillerie, c'est-à-dire de l'épaisseur du blindage de tourelles, doit donc être à peu près proportionnel à l'accroissement du calibre: on constate ainsi qu'entre le Dunkerque, et le Richelieu, le poids de la protection de l'armement augmente de 15,2 %. Ceci porte l'accroissement du poids de l'artillerie et de sa protection à 35 %.
Mais pour réduire l'accroissement de la puissance des machines nécessaire pour obtenir une vitesse équivalente, malgré l'accroissement du poids, il faut une coque plus longue, voire améliorer le rapport longueur/largeur. Entre le Dunkerque et le Richelieu, on passe d'un rapport de 6,9 à 7,3, avec une longueur portée de 215 m à 248 m, (la largeur passant de 31,5 m à 33 m), soit un accroissement de 14 %. Le poids de la coque passe ainsi d'un peu plus de 7 000 tonnes à 8 276 tonnes, soit une augmentation de 18 %. Mais cette coque doit être aussi mieux protégée. Dans le cas qui nous intéresse, on passe d'une épaisseur de la ceinture blindée de 225 mm à 325 mm, soit une augmentation de 44 % : le poids de la protection du flotteur passe de 8 600 tonnes à 11 910 tonnes soit 40 %.
Par ailleurs, en ce qui concerne la silhouette générale, pour la tour avant de la superstructure, on retint le même empilement de trois télépointeurs montés sur un même axe que sur le Dunkerque, ce qui représentait une charge importante dans les hauts. Mais au lieu d'avoir le télépointeur arrière placé sur une tour, derrière la cheminée, on préféra finalement le placer sur une structure constituée par le conduit même de la cheminée, inclinée obliquement vers l'arrière. Cette disposition est destinée à minimiser la gêne provoquée par la fumée de la cheminée pour les installations de la tour arrière, ce dont on a pris conscience en 1937-1938, quand on a modifié les coiffes de la cheminée de la classe Dunkerque. C'est une sorte de préfiguration d'architecture dont seront dotés après guerre certains navires, comme les croiseurs américains de la classe Baltimore refondus en croiseurs lance-missiles, ou les frégates françaises des classes Suffren ou Tourville, dans les années 1960-70.
La protection anti-torpilles était de même conception que celle du Dunkerque, avec une cloison transversale de 30 mm, bourrages et cloisonnements, entre cette cloison et la coque. Les équipements d'aviation étaient installés aussi de façon similaire, à l'arrière du bâtiment, mais ils sont renforcés, avec deux catapultes au lieu d'une, ce qui permet d'embarquer quatre ou cinq avions, des Loire 130, deux avec les ailes repliées dans le hangar, un autre sur chaque catapulte, et éventuellement un cinquième sur le toit du hangar. 

### Armement
Artillerie principale :
- calibre : 380 mm (8 pièces en 2 tourelles quadruples sur l'avant) ;
- munitions : obus explosifs de 884 kg ;
- portée : 34 800 m à l'élévation 30°.

Artillerie secondaire (pouvant tirer aussi contre-avions), telle que prévue fin 1939 :
- calibre : 152 mm modèle 1936, tourelle modèle 1936 (9 pièces à l'arrière, en 3 tourelles triples, une axiale et deux latérales) ;
- munitions : obus de 54 kg ;
- portée : 26 474 m à l'élévation 45°.

Artillerie anti aérienne, telle que prévue en 1940 :
- 12 canons de 100 mm modèle 1930 ;
- 12 canons de 37 mm Modèle 1935 (en six affûts doubles) ;
- 32 mitrailleuses de 13,2 mm Modèle 1929 (huit affûts quadritubes) [DR 4].

La Regia Marina ayant choisi de doter ses cuirassés, au déplacement annoncé de 35 000 tonnes, de canons de 381 mm (en), calibre qui avait déjà été prévu pour les unités de la classe Francesco Caracciolo en 1912-1913, ce calibre s'était imposé rapidement à l'Amirauté française, car le recours à des canons de 406 mm, autorisé par le traité de Washington, conduisait, dans la perspective d'une coque permettant d'atteindre 30 nœuds et correctement protégée, à un déplacement excédant 35 000 tonnes.
La disposition de l'artillerie principale, en deux tourelles quadruples à l'avant, sur le modèle de la classe Dunkerque présentait le risque de voir mise hors de service la moitié de l'artillerie, sur un coup malchanceux. Le Service Technique des Constructions Navales examina donc trois autres dispositions, deux tourelles triples et une tourelle double, ou une tourelle quadruple et deux tourelles doubles ou trois tourelles triples, mais le devis de poids était toujours supérieur à celui de deux tourelles quadruples, sans réduire sensiblement le risque du coup malchanceux. Dès la fin de 1934, le choix des deux tourelles quadruples à l'avant est arrêté, avec ses conséquences annexes, disposition des tourelles en deux demi-tourelles doubles, séparées par une cloison blindée de 25 à 45 mm, et montage des canons en affûts doubles sur un axe commun des pièces de chaque demi-tourelle, comme sur la classe Dunkerque avec la conséquence sur le plan de la dispersion excessive, lors des tirs par salves des canons d'une même demi-tourelle. 
Pour l'artillerie secondaire, on envisage tout d'abord cinq tourelles quadruples de 130 mm, disposées comme sur le Dunkerque, mais le calibre semble faible, alors que les Allemands ont retenu le calibre de 150 mm pour l'artillerie secondaire anti-navires de la classe Scharnhorst. On résolut donc de recourir à une version permettant le tir contre-avions de la tourelle triple de 152 mm destinée à équiper les croiseurs les plus récents du moment. 
On examina la possibilité d'une artillerie anti-aérienne à courte portée de six à huit affûts doubles de 75 mm « zénithaux », mais l'idée fut abandonnée, en raison du dépassement du devis de poids. Au contraire, une réduction du blindage fut décidée, pour compenser l'accroissement de déplacement lié au passage des tourelles quadruples de 130 mm aux tourelles triples de 152 mm. La ceinture blindée fut réduite en longueur, le recours à des chaudières suralimentées (d'où leur désignation) permettant de réduire l'espace devant être protégé, et son épaisseur ramenée à 330 mm, ainsi que celle des traverses avant et arrière, du blockhaus, et des tourelles de 152 mm. Finalement, la Défense Contre Avions rapprochée aurait dû être seulement constituée de douze canons de 37 mm, en affûts doubles automatiques Modèle 1935, et de huit affûts quadruples de mitrailleuses de 13,2 mm.

### Blindage
La protection, sur le Richelieu absorbait un pourcentage de 39,2 % du déplacement « normal ». Ce pourcentage était de 35,9 % sur le Dunkerque et de 37,2 % sur le Strasbourg. La ceinture cuirassée avait une épaisseur de 330 mm. La traverse avant avait une épaisseur de 355 mm, la traverse arrière de 233 mm, le pont blindé supérieur de 170 à 150 mm, le pont blindé inférieur de 40 mm, le blockhaus de 340 mm à l'avant et sur les côtés, 280 mm à l'arrière, 170 mm sur le toit. Les tourelles principales avaient une épaisseur, pour la barbette de 405 mm, pour la face avant, inclinée à 30°, de 430 mm, pour l'arrière de 270 mm à la tourelle 1 et de 260 mm à la tourelle 2, pour le plafond de 190 mm à la tourelle 1, de 170 mm à la tourelle 2. Les tourelles triples avaient une épaisseur de 152 mm, la barbette de 100 mm, la face de 130 mm, les côtés de 70 mm, l'arrière de 60 mm, le plafond de 70 mm.
Si on compare le Richelieu aux cuirassés d'autres pays d'un déplacement comparable, dans les années 1935-1940, les cuirassés britanniques avaient une ceinture blindée plus épaisse (343 mm) et des tourelles d'artillerie principale moins protégées (330 mm) sur la classe King George V et le HMS Vanguard. Ils étaient équivalents au Richelieu en ce qui concerne le blindage horizontal (152 mm), avec, pour le blockhaus, un blindage délibérément limité à la protection contre les éclats. 
Les cuirassés américains avaient une ceinture blindée équivalente à celle du Richelieu, 330/340 mm, sur les classes North Carolina et South Dakota, un peu moins épaisse, 310 mm, sur la classe Iowa. La protection des tourelles d'artillerie principale était moins épaisse, 406 mm, sur la classe North Carolina, équivalente, 430 mm, sur la classe Iowa et plus épaisse, 457 mm, sur la classe South Dakota. La protection horizontale était un peu moins épaisse, 104 mm, sur la classe North Carolina, équivalente, 127/165 mm, sur les classes South Dakota et Iowa. Le blockhaus était un peu mieux protégé, avec 406 mm, sur les classes North Carolina et South Dakota, et 445 mm sur la classe Iowa.
Les cuirassés italiens de la classe Vittorio Veneto avaient une ceinture blindée plus épaisse (350 mm) que le Richelieu, mais étaient plutôt moins protégés, avec 350 mm sur les tourelles d'artillerie principale, 260 mm sur le blockhaus, 50 mm sur le pont supérieur et 100 mm sur le pont principal. Les cuirassés allemands de la classe Bismarck avaient un blindage moins épais que sur le Richelieu, (356 mm), sur les tourelles d'artillerie principale, plus épais (356 mm) sur le blockhaus, et équivalent pour la ceinture blindée (320 mm), et pour le blindage horizontal (80 mm + 115 mm).

### Propulsion
La puissance développée en service normal par le Richelieu était de 155 000 ch. Elle était fournie par six chaudières suralimentées, fabriquées par l'Établissement des Constructions Navales d'Indret, et quatre turbines Parsons, entrainant quatre hélices quadripales d'un diamètre de 4,87 m. 
Comme indiqué plus haut, avec une longueur de coque de 248 m et un maitre-bau de 33,5 m, le Richelieu a une coque un peu plus hydrodynamique que le Dunkerque (longueur :215 m ; maitre-bau :31,5 m) avec un rapport longueur/largeur de 7,3, au lieu de 6,9. Pour ce qui est des machines, le rapport poids-puissance est un peu meilleur, ce qui tient au recours aux chaudières dites suralimentées, avec un poids de machines de 2 214 tonnes pour une puissance développée de 107 000 ch, soit 20,7 kg/ch, pour le Dunkerque, et 2 865 tonnes pour 155 000 ch, soit 18,5 kg/ch, pour le Richelieu. On observera que le Gneisenau allemand, avec des chaudières à très haute pression, affiche un rapport poids/puissance encore meilleur, 17,5 kg/ch, mais les machines des bâtiments allemands de cette classe n'avaient pas atteint, lors de leur mise en service, le stade de la perfection technique, et ce fut un sujet de préoccupation tout au long de leur carrière.

### Comparaisons internationales
Plus généralement, la comparaison des devis de poids avec les cuirassés des autres nations, à la fin des années 1930, est intéressante. Elle n'est pas très facile à établir, car les sources diffèrent pour chaque classe de bâtiments, de sorte que l'on ne peut comparer que quelques grands agrégats, la coque (en y comprenant les machines auxiliaires et l'équipement, ou en y ajoutant les instruments de navigation), l'armement, (sans qu'il soit toujours précisé si le poids du blindage des tourelles est ou non inclus), le blindage (sans qu'on sache dans tous les cas ce qui revient à la protection de l'armement ou à la protection du flotteur), les machines. Les données portent aussi tantôt sur les bâtiments tels qu'ils ont été conçus, tantôt tels qu'ils ont été achevés, enfin les poids de combustible sont indiqués tantôt pour la charge normale, tantôt pour la pleine charge, sachant que pour maximiser la protection anti-torpilles, il apparaît nécessaire d'avoir, en tenue de combat, des quantités de carburant inférieures à la capacité maximale des soutes. De plus, on ne peut comparer que ce qui est comparable, ce qui conduit à écarter les cuirassés lents, du début des années 1920, et les mastodontes japonais, que leurs concepteurs voulaient exempts de toute limitation. Néanmoins, on aboutit au résultat ci dessous :
| Parties constitutives du navire | Dunkerque | Richelieu | King George V | North Carolina | Iowa     | Scharnhorst | Bismarck | Vittorio Veneto |
| ------------------------------- | --------- | --------- | ------------- | -------------- | -------- | ----------- | -------- | --------------- |
| Coque                           | 9 778 t   | 12 982 t  | 14 965 t      | 11 023 t       | 13 500 t | 10 697 t    | 14 319 t | 15 219 t        |
| Artillerie                      | 4 858 t   | 6 130 t   | 6 765 t       | 8 120 t        | 10 800 t | 5 121 t     | 7 453 t  | 6 569 t         |
| Blindage                        | 11 040 t  | 16 045 t  | 12 500 t      | 13 976 t       | 18 700 t | 14 006 t    | 17 256 t | 13 545 t        |
| Machines                        | 2 214 t   | 2 865 t   | 2 700 t       | 1 881 t        | 2 500 t  | 2 578 t     | 2 756 t  | 2 405 t         |
| Déplacement « lège »            | 27 910 t  | 38 022 t  | 36 930 t      | 35 000 t       | 45 500 t | 32 402 t    | 41 784 t | 37 738 t        |
| Combustible                     | 3 840 t   | 5 810 t   | 3 760 t       | 6 592 t        | 7 251 t  | 2 439 t     | 3 388 t  | 4 100 t         |
| Déplacement « normal »          | 31 730 t  | 43 832 t  | 40 990 t      | 41 592 t       | 52 751 t | 34 841 t    | 45 172 t | 41 838 t        |

Première constatation, en forme d'évidence, un cuirassé est un navire où le poids de la cuirasse est le premier poste du devis de poids, l'armement lourd ne vient qu'en 3e rang, et la contrainte de vitesse a plus de conséquences sur le plan du poids de la coque que sur le plan du poids des machines.
Pour le poids du blindage, le Richelieu se situe au 3e rang des navires figurant dans le tableau, après l'Iowa et le Bismarck, mais ces deux navires n'ont pas été conçus dans le respect des limitations du traité naval de Washington de 1922. Il devance tous les cuirassés, classe King George V, USS North Carolina ou Vittorio Veneto, construits en respectant ces mêmes limitations. Cependant, le pourcentage du blindage par rapport au déplacement, hors combustibles, est plus élevé, pour le Richelieu, avec 43,2 %, que pour le Bismarck (41,3 %), ou l'Iowa (41,2 %).
En ce qui concerne le poids consacré à l'artillerie, le Richelieu se place au dernier rang des cuirassés de plus de 35 000 tonnes. Ceci est principalement dû au choix du calibre de 380 mm au lieu de 406 mm, et à la disposition de l'artillerie principale en deux tourelles quadruples, d'un poids de 2 476 tonnes chacune, qui lui est spécifique. Le poids de son artillerie principale est donc de 4 952 tonnes, alors que sur le cuirassé Iowa, les trois tourelles triples de 406 mm d'un poids de 1 708 tonnes chacune pèsent 5 124 tonnes. 
On remarquera que le Bismarck, qui est doté d'une artillerie dont la disposition est extrêmement classique, quatre tourelles doubles de 380 mm, réparties sur l'avant et sur l'arrière et six tourelles doubles de 150 mm, latérales, a un poids consacré à l'artillerie supérieur de plus de 20 % à celui du Richelieu, avec un nombre de pièces tirant de chaque bord exactement identique (huit pour l'artillerie de 380 mm, et six pour les 150-152 mm).
Le poids des machines est, sur le Richelieu, un des plus élevés, parce que c'est aussi un des cuirassés conçus pour avoir une grande vitesse maximale (32 nœuds), qui ne sera surpassée que par le cuirassé amérivain Iowa. Mais on l'a dit, la vitesse dépend aussi beaucoup de l'hydrodynamisme des formes de la coque, c'est donc aussi une des coques les plus longues (248 m), surpassée seulement par le Bismarck ( 250 m) et l'Iowa (270 m), alors que la plupart des autres « 35 000 tonnes » ne dépassent pas 30 nœuds, avec des coques de 220 m (USS North Carolina), 225 m (classe King George V), voire 235 m sur le Vittorio Veneto, mais il atteint 31 nœuds.

## Carrière

### Richelieu

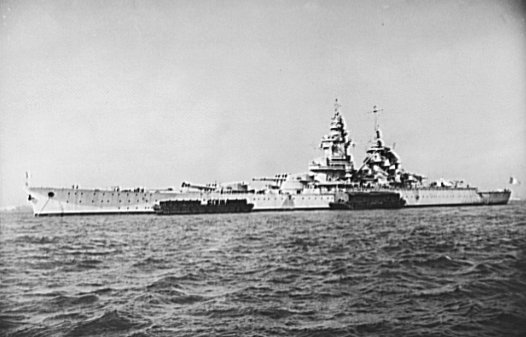
Le Richelieu, en 1943, arrivant aux États-Unis, pour être modernisé. On notera qu'un canon manque à la demi-tourelle tribord de la tourelle 2, et que les installations d'aviation à l'arrière ont été démontées.

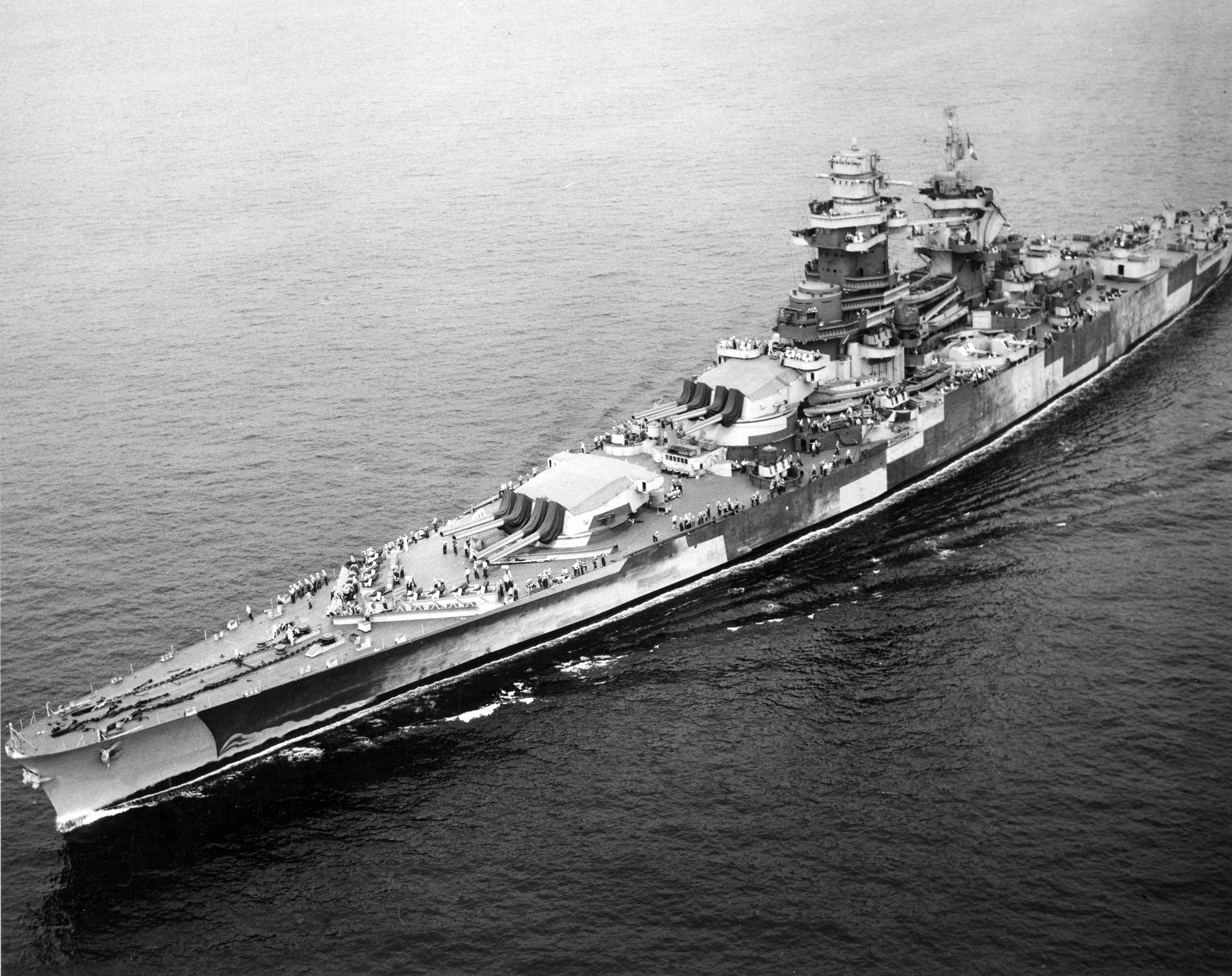
Le Richelieu en 1943, après refonte. Le télépointeur supérieur de la tour avant a été enlevé.

Mis sur cale le 22 octobre 1935 à l'arsenal de Brest, au bassin du Salou, qui avait servi pour le Dunkerque, le Richelieu est mis à l'eau le 17 janvier 1939 et gagne son quai d'armement à un bassin de Laninon. Le navire subit de nouvelles modifications, d'abord légères sur le design de la tour avant, puis sur la répartition de l'artillerie secondaire, résultant à la fois des résultats décevants des tourelles de 152 mm double usage dans leur mode anti-aérien (difficiles à charger aux angles de pointage élevés et trop lentes en cadence de tir) et des retards de livraison du nouvel armement anti-aérien de 37 mm ACAD Modèle 1935 automatique, qu'on ne pouvait simplement remplacer par du matériel moins performant, semi-automatique, du Modèle 1933. Ainsi les deux tourelles latérales de 152 mm furent débarquées pour être utilisées sur le cuirassé Clemenceau, dont la construction venait de commencer, pour les remplacer par six affûts doubles de 100 mm double-usage, Modèle 1930. Quatre affûts ont été prélevés sur le cuirassé Lorraine, deux autres provenant de la batterie de Niolon, près de Marseille. Ils ont été montés, de chaque bord, deux sur une plate-forme, au-dessus de la barbette de la tourelle de 152 mm, un autre un peu plus haut sur le côté,. 
Le navire, aux ordres de son premier commandant, le capitaine de vaisseau Marzin, sortit à la mer en avril et effectua en mai et juin 1940, des essais succincts de vitesse, au cours desquels il aura atteint la vitesse de 32,6 nœuds, à feux poussés, et effectué les tirs d'essais réglementaires de l'artillerie principale et secondaire. Pour autant, il faut encore, en juin 1940 à Dakar, un quart d'heure pour hisser un obus de 380 mm et ses gargouses, des soutes au canon.
À la veille de l'arrivée des Allemands, à 90 % d'achèvement, il appareilla de Brest pour Dakar, le 18 juin 1940, avec 250 obus de 380 mm, et 48 charges de poudre pour son artillerie principale. Son artillerie de 152 mm est inutilisable contre les avions (le télépointeur qui y est affecté n'a pas été mis en service), et aucune munition de ce calibre n'a été emportée. Son artillerie anti-aérienne se limite, outre les six tourelles doubles de 100 mm, à quatre affûts doubles de 37 mm semi-automatiques Modèle 1933, quatre affûts quadruples de 13,2 mm Modèle 1929, et deux affûts doubles de 13,2 mm. 
Le 8 juillet 1940, en rade de Dakar, le navire fut endommagé, dans le cadre de l'Opération Catapult par des avions-torpilleurs britanniques du porte-avions HMS Hermes qui avait opéré à partir de Dakar, de conserve avec le Strasbourg, au cours de l'hiver précédent : une ligne d'arbre d'hélice est rendue inutilisable et une brèche ouverte dans la coque. Réfugié à l'intérieur du port, il participe à la défense contre l'attaque, inaboutie, des Britanniques et des Français Libres, les 23, 24 et 25 septembre 1940 (opération « Menace »). Il échappe avec des dégâts minimes à quelque 250 obus de 381 mm de cuirassés anglais, mais un de ses canons de 380 mm explose et deux autres sont mis hors service par l'explosion du culot des obus, par suite d'un vice de conception.
Le Richelieu reçut, sur place, des réparations sommaires, lui permettant, en avril 1941, de reprendre la mer, en marchant à 14 nœuds. Ses moyens contre-avions sont renforcés avec quelques mitrailleuses de 13,2 mm, et des affûts de 37 mm, dont certains prélevés sur l'épave du contre-torpilleur L'Audacieux, gravement endommagé au cours des combats de septembre 1940. Il est le premier navire français à recevoir un équipement de « détection électro-magnétique », ancêtre français du radar. En juillet 1941, il embarque trois hydravions Loire 130. 
Les Alliés ayant débarqué le 8 novembre 1942 à Casablanca, Oran et Alger (« Opération Torch »), les forces françaises présentes en Algérie, au Maroc, et celles ayant échappé aux Allemands en Tunisie reprirent le combat aux côtés des Alliés, rejointes dès le début décembre, par celles d'Afrique Occidentale Française. Le Richelieu, débarrassé de ses catapultes, de ses hydravions et de son artillerie contre-avions de 37 mm, appareilla, le 30 janvier 1943, pour New-York, conduit par François Picard-Destelan, pour être modernisé à l'arsenal de Brooklyn, le passage sous le pont de Brooklyn à New York ayant nécessité le démontage du télépointeur supérieur avant de l'artillerie de 152 mm, qui, n'ayant jamais été mis en service, ne fut pas remonté. Pour autant, au moment où le Richelieu reprend le combat, les sentiments pétainistes de son encadrement demeurent vifs. 
L'essentiel de la modernisation consista à remplacer les trois canons de 380 mm hors service par les quatre canons installés sur le Jean Bart et transportés depuis Casablanca, la quatrième pièce servant à effectuer des tirs d'essai au polygone de Dahlgren (en). L'arbre porte hélice endommagé à Dakar dut être remplacé. La confection de cette pièce, sur mesure, par l'industrie américaine demanda plusieurs mois. On installa une nouvelle artillerie anti-aérienne de cinquante pièces simples Oerlikon de 20 mm et de quatorze affûts quadruples Bofors 40 mm, ainsi que deux radars de veille surface et aérienne, mais le cuirassé ne peut recevoir de radar de conduite de tir,.
Le Richelieu, dont le déplacement a été accru de 3 500 tonnes, s'entraîna, en septembre 1943, dans la baie de Chesapeake, et atteignit la vitesse de 30,2 nœuds. La refonte déclarée achevée début octobre, le Richelieu retourna à Alger, puis rallia Scapa Flow pour rejoindre la Home Fleet britannique qui surveillait les derniers grands navires de surface allemands en Norvège, mais il ne participa pas à la bataille au cours de laquelle fut coulé le Scharnhorst, le 26 décembre 1943. Il reçoit en début de 1944, un radar de conduite de tir, de type 284 P4 de fabrication anglaise.
Désigné pour rallier l'Eastern Fleet dans le Pacifique, après avoir traversé le canal de Suez, le navire arriva le 10 avril 1944 à Trincomalee, dans l'île de Ceylan, où il fut accueilli par la flotte britannique, commandée par l'amiral Sommerville, puis participa à des bombardements sur Sabang dès le 19 avril 1944 et Surabaya. Renvoyé dans les eaux européennes à l'occasion de réparations à Casablanca, il entra à Toulon, le 1er octobre 1944, après 52 mois passés loin de la Métropole. Reparti en Extrême-Orient, il participa au bombardement de Car-Nicobar en avril 1945, et fut présent à la capitulation japonaise de Singapour, le 12 septembre 1945. Il participa ensuite, d'octobre à décembre 1945, au retour en Indochine des forces françaises, aux ordres du général Leclerc qui félicita l'équipage du Richelieu pour sa participation aux opérations contre le Viet Minh devant Nah-Trang.
Rentré en France au début de 1946, il connut la vie des bâtiments de guerre en temps de paix, rapatria des tirailleurs sénégalais à Dakar, transporta à Portsmouth l'équipage français qui va embarquer sur le porte-avions Colossus, appelé à devenir l'Arromanches, effectua une visite officielle à Lisbonne, transporta le Président de la République dans un voyage en Afrique Occidentale Française, manœuvra avec l'escadre en Méditerranée et en Atlantique. En 1948, le problème de la dispersion excessive lors des tirs en salve des canons d'une demi-tourelle, en raison d'un effet de sillage entre les obus, fut résolu en décalant la mise à feu des pièces voisines de 60 millisecondes, ce qui correspond à une cinquantaine de mètres entre les deux obus, ce qui divisa la dispersion par trois. 
En 1951, au cours d'un grand carénage, il reçut de nouveaux canons de 380 mm, un nouvellement fabriqué, et trois qui avaient été saisis par les Allemands, deux étant installés en batterie côtière en Norvège et en Normandie, et le troisième utilisé au polygone d'essais de Krupp, à Meppen. Il reçut aussi de nouveaux radars, de fabrication française. Après avoir manœuvré une unique fois avec le Jean Bart, le 30 janvier 1956, il rallie Brest où il forme « le groupe école de manœuvre Richelieu » à couple avec un vieux trois-mâts qui sert de logement, le Duchesse Anne. Il fut mis en réserve en août 1959, désarmé en 1967 puis démoli à La Spezia en 1968.

### Jean Bart
Mis sur cale en décembre 1936 à Penhoët, dans la forme de construction Caquot, qui recevra plus tard le nom de « Forme Jean-Bart », le Jean Bart, était destiné à être l'exacte réplique du Richelieu. Les barbettes des deux tourelles latérales de 152 mm à double usage ne seront pas installées sur le Jean Bart, après qu'on a décidé à l'automne de 1939 d'y substituer sur le Richelieu des affûts de 100 mm anti-aériens. Il est encore en construction lorsqu'éclate la Seconde Guerre mondiale. Il est mis à flot, avec six mois d'avance, le 6 mars 1940. Sa construction est accélérée, il est doté de la moitié de ses machines, les canons de 380 mm de sa tourelle avant sont installés, ainsi que quelques mitrailleuses pour servir contre avions. L'aménagement du chenal reliant son site de construction à la mer doit lui permettre de prendre le large à la marée du 20 juin 1940. Son commandant, le capitaine de vaisseau Ronarc'h a reçu le 18 juin 1940 l'ordre de gagner immédiatement Casablanca, sinon de saborder le cuirassé. La nuit suivante, avec l'aide de quatre remorqueurs, il quitte sa cale de construction, sous les bombes de la Luftwaffe et alors que les avant-gardes allemandes sont presque en vue, gagne le large et rallie Casablanca par ses propres moyens, achevant la traversée à plus de 22 nœuds,,.
À 75 % d'achèvement, n'ayant qu'une seule tourelle d'artillerie principale installée, les canons de la seconde tourelle abandonnés ou perdus, il est dépourvu d'artillerie secondaire, sans aucune installation de direction de tir, il ne dispose comme Défense Contre Avions que de deux affûts doubles de 90 mm Modèle 1930, de trois affûts doubles de 37 mm, et de 16 tubes de mitrailleuses de 13,2 mm (quatre affûts doubles et deux affûts quadruples). Au Maroc, les moyens font à peu près totalement défaut pour en poursuivre l'achèvement. Il reçoit quelques pièces supplémentaires de 90 mm et quelques mitrailleuses contre-avions. En 1942, sa tourelle d'artillerie principale est mise en état de tirer, et il est équipé du dispositif de « détection électro-magnétique », ancêtre français du radar.

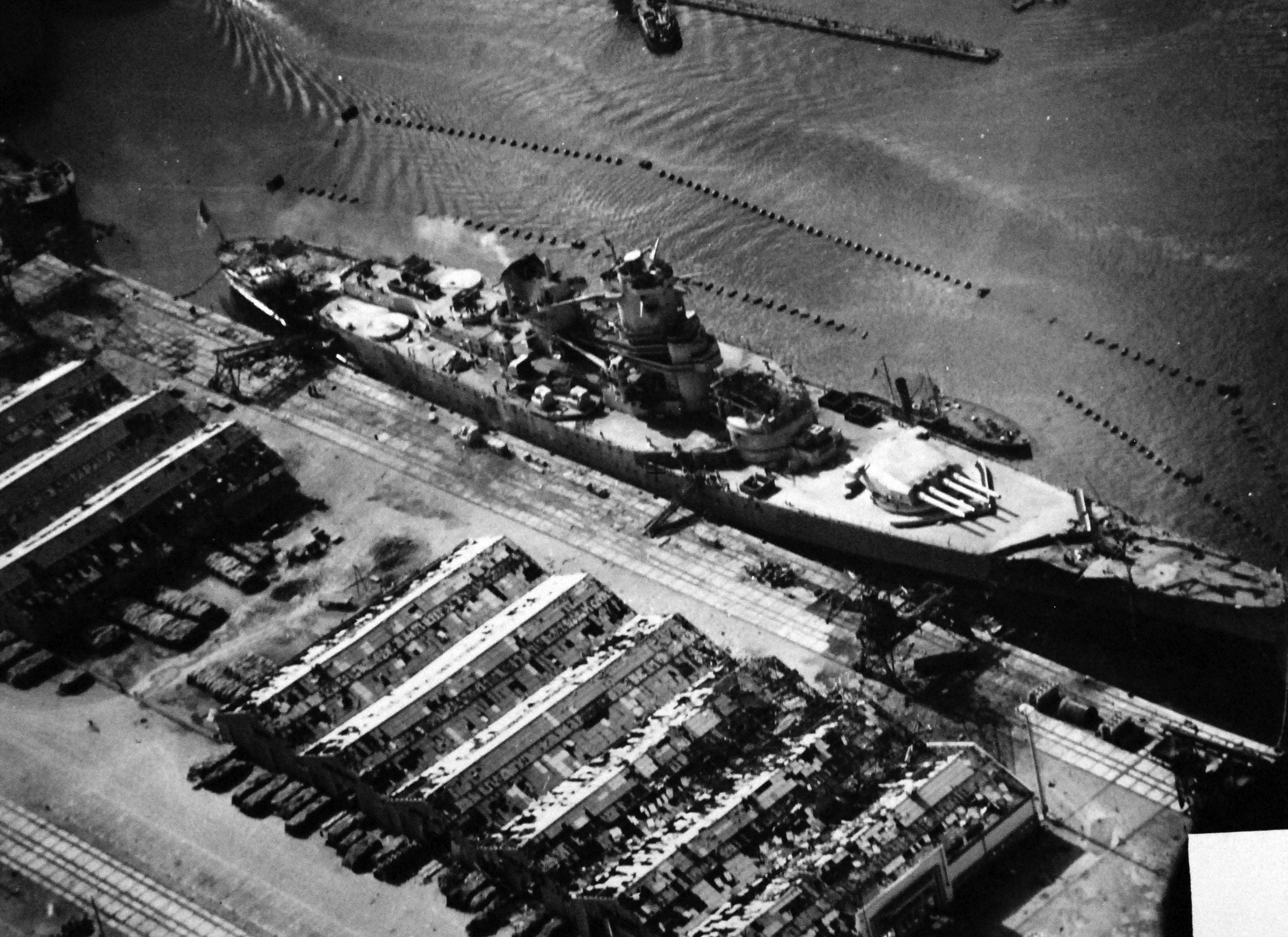
Le Jean Bart, à Casablanca, en novembre 1942, photographié par un avion du porte-avions USS Ranger.

Le 8 novembre 1942, lors du débarquement allié en Afrique du Nord, le Jean Bart ouvre le feu sur les forces navales américaines qui en assurent le soutien. Il est touché presque aussitôt par le cuirassé USS Massachusetts. Il aura reçu sept coups de 406 mm, dont un dans le magasin d'une tourelle de 152 mm, dont les conséquences eussent été dramatiques, si le magasin n'avait pas été vide, la tourelle n'ayant pas été installée. Deux jours plus tard, sommairement réparé, il recommence ses tirs et il subit alors une attaque aérienne qui l'endommage gravement et le fait s'échouer par l'arrière,. Le 18 novembre 1942, pour son rôle dans la défense de Casablanca, le capitaine de vaisseau Barthes, commandant du Jean Bart, est nommé contre-amiral. 
En 1943, les quatre canons de 380 mm de son artillerie principale, installés en 1940, sont démontés pour remplacer les pièces endommagées du Richelieu, que l'industrie de guerre américaine, qui doit en assurer la refonte, ne peut produire, tous les cuirassés modernes américains ayant une artillerie principale de 406 mm (en). 
L'U.S.Navy refusant de prendre en charge son achèvement, aussi bien tel qu'il a été prévu, que transformé en hybride cuirassé-porte-avions, ou en cuirassé anti-aérien, en réutilisant quatre canons de 340 mm du vieux cuirassé Lorraine , le Jean Bart reste à Casablanca. Il ne rentre en métropole que le 25 août 1945, pour entrer en carénage à Cherbourg, dans le seul bassin de radoub utilisable de la côte atlantique.
Après que le Conseil Supérieur de la Marine a écarté l'idée, en septembre 1945, de le transformer en porte-avions,, il est mis en achèvement, au début de 1946, à l'arsenal de Brest, qui est en pleine reconstruction après les dommages considérables supportés au moment de la libération de la ville. Les travaux avancent donc lentement. Le Jean Bart émerge avec une nouvelle silhouette, la tour avant plus ramassée, surmontée d'un unique télépointeur. Il a été doté d'un bulge, qui est destiné à améliorer sa protection anti-torpilles, mais aussi à limiter l'accroissement de son tirant d'eau, en raison de l'augmentation de son déplacement, lié à l'installation prévue d'une artillerie anti-aérienne très puissante (vingt-quatre canons de 100 mm, en six tourelles doubles de chaque bord, et quatorze affûts doubles de 57 mm sous licence Bofors): sa largeur maximale atteint 35,50 m. Il effectue ses essais en 1949, au cours desquels il dépasse la vitesse de 32 nœuds. Mais il n'est admis en service actif qu'en 1955, après avoir été doté de sa nouvelle artillerie anti-aérienne rapprochée.
Le dernier navire de ligne construit aura été le HMS Vanguard de la Royal Navy mis en service en 1946, mais équipé de canons de 15 pouces (381 mm) installés pendant le premier conflit mondial sur les croiseurs de bataille HMS Courageous et HMS Glorious et mis en réserve lorsque ces navires ont été transformés en porte-avions. Le Jean Bart sera le dernier cuirassé à entrer en service. 
En 1955, il emmène le Président de la République en visite officielle au Danemark, puis participe aux États-Unis à la commémoration de l'intervention française au cours de la Guerre d'Indépendance américaine. 
Il est rattaché à l'escadre de la Méditerranée, début 1956. Lors de la crise de Suez en 1956, avec son artillerie principale limitée à une tourelle, et en n'ayant armé que la tourelle axiale de 152 mm, il transporte le 1er Régiment Etranger de Parachutistes, d'Alger à Chypre, puis participe aux opérations de débarquement en Égypte, devant Port-Saïd. Mais la protection contre-avions et les frappes contre la terre sont assurées par les avions de l'Aéronavale embarqués sur les porte-avions Arromanches et La Fayette,.
À partir de 1957, il est mis en réserve et ne sera plus utilisé que comme bâtiment-base pour les écoles de la Marine. Des projets de modernisation de son artillerie secondaire, ou de transformation en cuirassé lance-missiles, ne se concrétisèrent pas, ni sa transformation en bâtiment de commandement du Centre d'Études Nucléaires du Pacifique, pour lequel on lui préféra le croiseur De Grasse moins coûteux à transformer. Condamné, il fut démoli à partir de septembre 1970, laissant au Yavuz turc, l'ancien croiseur de bataille allemand SMS Goeben, le privilège d'être, dans les eaux européennes, le dernier survivant à flot de l'ère des cuirassés. 
Il n'aura jamais pleinement été opérationnel et n'aura connu que quatre ans de service actif, utile comme banc d'essais pour les nouveaux matériels français, radars et artillerie anti-aérienne, mais à une époque où la force de frappe des marines modernes, tant à la mer qu'en action contre la terre, repose sur les porte-avions : de 1946 à 1960, trois porte-avions de construction britannique ou américaine sont opérationnels, dans la Marine Nationale, avant la mise en service du premier porte-avions moderne de construction française, qui aura repris le nom du cuirassé qui aurait dû suivre le Jean Bart, le Clemenceau.

### Clemenceau et Gascogne
Deux autres unités étaient prévues :
- Clemenceau (mis sur cale en 1939, fraction de coque mise en eau en 1941, puis démolie après guerre) ;
- Gascogne (mise sur cale prévue en octobre 1940, jamais effectuée).

L'année 1936 a marqué la fin de la politique de limitation des armements navals. Alors que le Royaume-Uni entendait bien obtenir, lors de la deuxième conférence de Londres qui s'ouvrit début décembre 1935, que le calibre maximum des canons des cuirassés fût fixé à 356 mm, le Japon se retira de la conférence dès le 15 janvier 1936, annonçant qu'il n'acceptait plus aucune limitation, et l'Italie se retira également pour protester contre les « sanctions » prises à son encontre, à la suite de la seconde guerre italo-éthiopienne. Le second traité de Londres fut signé, le 25 mars 1936 par le Royaume-Uni, les États-Unis et la France, qui a refusé quant à elle, toutes autres limitations que celles qui s'appliquent aux cuirassés, le déplacement maximum maintenu à 35 000 tonnes et le calibre maximum abaissé à 356 mm. Mais les négociateurs américains ont obtenu l'introduction d'une clause « ascenseur », stipulant que les limites concernant les cuirassés que se sont imposées les signataires du Traité pourraient être dépassées, si l'Italie et le Japon n'ont pas signé le Traité au 1er avril 1937.
Dès lors, la course aux armements reprend. Après que la France eut lancé, fin 1936, la construction du Jean Bart, second cuirassé de la classe Richelieu, l'Allemagne engagea celle du Tirpitz. Aux États-Unis, la construction de nouveaux cuirassés avait été autorisée, par le Vinson-Trammell Bill de 1934, mais la construction des deux premières unités, la classe North Carolina, était restée en suspens trois ans, notamment en ce qui concernait le choix du calibre de l'artillerie principale, 356 mm ou 406 mm. Le Royaume-Uni entreprit en 1937 la construction de cinq cuirassés, la classe King George V, et décida, fidèle à ses positions antérieures, que ce seraient des navires de 35 000 tonnes, armés de canons de 356 mm. Devant les atermoiements japonais, les Américains optèrent pour le calibre de 406 mm. La position française, exprimée par le Ministre de la Marine, le 13 juin 1938, était de ne pas construire de cuirassé d'un déplacement supérieur à 35 000 tonnes avec un calibre supérieur à 380 mm, tant qu'une puissance européenne ne serait pas allée au-delà, position qui demeura inchangée après la signature, le 30 juin 1938, du protocole avec le Royaume-Uni et les États-Unis, portant à 45 000 tonnes et 406 mm les limites applicables au déplacement et au calibre des cuirassés.
C'est dans ces conditions que l'amiral Darlan avait décidé, début décembre 1937, de lancer les études pour deux nouveaux cuirassés, avec l'idée de tirer les conséquences des essais que le Dunkerque était en train d'effectuer, alors que se trouvaient remis en cause certains des choix qui avaient présidé à sa conception, l'artillerie principale « tout à l'avant », comme sur la classe Nelson, ou l'artillerie secondaire à double usage, anti-navire et anti-aérienne. La vitesse et la protection devaient correspondre à celles du Richelieu. 
Le Service Technique des Constructions Navales étudia trois projets. Le Projet A reprenait la disposition d'artillerie principale du Richelieu, avec l'ajout d'une artillerie AA de 100 mm, voire de 130 mm. Le projet B avait une artillerie principale en tourelles quadruples, une à l'avant et une à l'arrière. Le projet C avait deux tourelles triples à l'avant et une tourelle triple à l'arrière. Mais cette disposition conduisait à un déplacement de l'ordre de 40 000 tonnes, elle ne fut donc pas soumise au choix du Chef d'État-Major Général. Cependant lorsque les services de renseignements français, au cours de l'été 1939 auront averti de la mise sur cale, dans le plus grand secret, de deux cuirassés allemands, supposés avoir un déplacement de 40 000 tonnes et armés de canons de 406 mm (ce sont en réalité les deux premiers bâtiments, du Plan Z, du type H 39 (en)), et que les études seront lancées pour deux cuirassés dépassant 35 000 tonnes, ce que l'on appelle parfois la classe Alsace, le projet C servira de base de travail. 
En mars 1938, pour les cuirassés qui devaient faire partie du Programme supplémentaire 1938 bis, l'amiral Darlan retint les variantes A 2 et B 3ter.
La variante A 2 différait du Richelieu dans sa version de l'époque à cinq tourelles de 152 mm, en ce que l'artillerie secondaire ne devait plus comporter que quatre tourelles dont deux tourelles axiales superposées à l'arrière. L'amiral Darlan considérait que l'ensemble des trois tourelles à l'arrière du Richelieu était un gaspillage de poids. Un dispositif en deux tourelles axiales permettait d'avoir la même bordée de six pièces, et l'économie du poids de la troisième tourelle, soit 300 tonnes, permettait d'ajouter six affûts AA de 100 mm, deux placés à l'avant de la superstructure, et deux de chaque bord, à hauteur de la cheminée et la tourelle supérieure arrière de 152 mm, au prix d'une diminution de neuf à six du nombre de pièces tirant dans l'axe en retraite, ce qui paraissait acceptable. Accessoirement, la superposition des deux tourelles de 152 mm à l'arrière, sous le télépointeur destiné à cette artillerie, conduisait à surélever un peu la cheminée. Le cuirassé de ce type reçut le nom de Clemenceau.
La variante B 3ter différait plus profondément du Richelieu. L'artillerie principale répartie entre l'avant et l'arrière, rétablissait la possibilité d'un tir d'artillerie principale en retraite, et écartait totalement le risque d'une salve malheureuse détruisant toute l'artillerie principale, ainsi que le risque inhérent à la proximité des magasins des tourelles de l'artillerie principale. La tourelle d'artillerie principale à l'arrière, que les Italiens avaient du surélever, pour limiter l'effet du souffle de ses pièces sur les installations d'aviation, conduisit à envisager de placer celles-ci au centre du navire, comme sur le Bismarck' ou sur les cuirassés de la classe King George V, ce qui réduisait la gêne résultant des mouvements de la poupe, par mer un peu formée.
Toute l'artillerie de 152 mm se trouvait limitée à trois tourelles, disposées sur l'axe du navire, deux tourelle superposées, derrière la tourelle d'artillerie principale avant, et une au-dessus de la tourelle d'artillerie principale arrière. Pour éviter que l'explosion de la soute des pièces de 152 mm n'entraine celle de la tourelle d'artillerie principale la plus voisine, il fallut les doter d'un blindage plus épais de 50 mm pour la barbette (150 mm au lieu de 100), et de 15 à 25 mm pour la tourelle, ce qui a conduit à alléger un peu le blindage, en raccourcissant la ceinture blindée de 6,70 m et en réduisant le pont blindé supérieur de 170/150 mm à 150/140 mm. L'artillerie anti-aérienne devait comporter huit affûts de 100 mm, au lieu de six sur le Clemenceau. Au moment où il fut décidé d'enlever les deux tourelles centrales de 152 mm sur le Richelieu et de ne pas en installer sur le Jean Bart, l'idée a été avancée de les réinstaller sur le Clemenceau, et d'utiliser sur la Gascogne, celles fabriquées pour le Clemenceau. L'inachèvement de la construction des deux cuirassés fera qu'il n'en sera évidemment rien. 
La formule de la variante B 3ter avait la préférence de l'Amirauté. L'amiral Darlan qui s'y était beaucoup investi fit donner au cuirassé de ce type le nom de Gascogne, le nom de la province où il était né. Dès lors pourquoi avoir aussi retenu la variante A 2 ? La réponse est liée à l'utilisation des capacités de construction.
La mise en eau du Richelieu, prévue pour janvier 1939, rendait le bassin du Salou de l'Arsenal de Brest disponible pour la construction d'un nouveau cuirassé neuf mois après le choix de l'Amirauté. La « Forme Caquot » à Saint-Nazaire, ne devait être disponible qu'à la mise en eau du Jean Bart, prévue en octobre 1940. La cale n°1 à Penhoët, où avait été construit le Strasbourg, devait accueillir en novembre 1938, la construction du porte-avions Joffre, jusqu'en 1941. Or la nouveauté de la formule du cuirassé Gascogne ne permettait de disposer de plans définitifs en neuf mois : beaucoup de choses étaient à revoir, ainsi la tour avant se situait en arrière du maître-bau sur le Richelieu, et à peu près à hauteur du maître-bau, sur la Gascogne, et la position de l'artillerie AA de 100 mm et des installations d'aviation fit d'ailleurs l'objet de longues discussions, qui aboutirent à repositionner ces dernières à la poupe, mais en installant le hangar sous le premier pont. Il fallait donc choisir, pour la première unité à construire, un bâtiment plus proche du Richelieu: c'était le cas de la variante A 2. On pouvait espérer en revanche avoir achevé les plans définitifs de la variante B 3ter pour la date de la mise en eau du Jean Bart.
La mise en chantier du Clemenceau fut décidée le 24 août 1938, et la mise sur cale dans le bassin du Salou intervint le jour même où la coque, incomplète, du Richelieu y avait été mise en eau, le 17 janvier 1939. Les travaux avancèrent lentement, car la construction n'a pas reçu la même priorité, à partir de septembre 1939, que la construction de Richelieu et du Jean Bart. Au moment de l'occupation allemande, un tronçon de coque de 130 m avait été construit. Il fut déclaré butin de guerre par les Allemands, et enregistré par la Kriegsmarine comme cuirassé R. En 1941, il fut mis en état de flotter, et remorqué hors du bassin, pour être amarré près de la base de sous-marins ou à Landevenec. Il fut coulé, le 27 août 1944 lors des bombardements alliés qui précédèrent la libération de Brest. Relevée, l'épave fut démantelée après la guerre. Une partie du matériel prévu pour la construction des canons de 380 mm aurait finalement servi pour la construction des canons installés sur le Jean Bart après guerre ,.
Les premiers marchés de matériels pour la construction de la Gascogne sont passés dès juin 1939. En juin 1940, cela représente 6 % du matériel, et les marchés avec les Ateliers et Chantiers de la Loire et les Chantiers de Penhoët pour la construction de la coque sont en cours de visa. L'occupation allemande ne permettra pas d'aller plus loin

## Source
- (en) Cet article est partiellement ou en totalité issu de l’article de Wikipédia en anglais intitulé « Richelieu class battleship » (voir la liste des auteurs).